# Grapevine (Texas)
Grapevine ist eine Stadt im Tarrant County im US-Bundesstaat Texas in den Vereinigten Staaten. Das U.S. Census Bureau hat bei der Volkszählung 2020 eine Einwohnerzahl von 50.631 ermittelt.

## Geographie
Die Stadt liegt etwa 30 Kilometer nordöstlich von Fort Worth, im Nordosten des Countys, im mittleren Nordosten von Texas, ist im Norden rund 90 Kilometer von Oklahoma entfernt und hat eine Gesamtfläche von 92,9 km². Diese liegt zum Teil in Dallas und Denton County. Die Stadt  stellt eine principal city des Dallas-Fort-Worth-Metroplex dar.

## Demographische Daten
Nach der Volkszählung im Jahr 2000 lebten hier 42.059 Menschen in 15.712 Haushalten und 11.312 Familien. Die Bevölkerungsdichte betrug 503,1 Einwohner pro km². Ethnisch betrachtet setzte sich die Bevölkerung zusammen aus 88,16 % weißer Bevölkerung, 2,38 % Afroamerikanern, 0,55 % amerikanischen Ureinwohnern, 2,56 % Asiaten, 0,07 % Bewohnern aus dem pazifischen Inselraum und 4,58 % aus anderen ethnischen Gruppen. Etwa 1,69 % waren gemischter Abstammung und 11,56 % der Bevölkerung waren spanischer oder lateinamerikanischer Abstammung.
Von den 15.712 Haushalten hatten 42,1 % Kinder unter 18 Jahre, die im Haushalt lebten. 58,9 % davon waren verheiratete, zusammenlebende Paare. 9,4 % waren allein erziehende Mütter und 28,0 % waren keine Familien. 22,2 % aller Haushalte waren Singlehaushalte und in 3,7 % lebten Menschen, die 65 Jahre oder älter waren. Die Durchschnittshaushaltsgröße betrug 2,66 und die durchschnittliche Größe einer Familie belief sich auf 3,14 Personen.
29,2 % der Bevölkerung waren unter 18 Jahre alt, 7,5 % von 18 bis 24, 36,6 % von 25 bis 44, 21,9 % von 45 bis 64, und 4,8 % die 65 Jahre oder älter waren. Das Durchschnittsalter war 34 Jahre. Auf 100 weibliche Personen aller Altersgruppen kamen 100,5 männliche Personen. Auf 100 Frauen im Alter von 18 Jahren und darüber kamen 99,4 Männer.

Das jährliche Durchschnittseinkommen eines Haushalts betrug 71.680 USD, das Durchschnittseinkommen einer Familie 84.940 USD. Männer hatten ein Durchschnittseinkommen von 53.786 USD gegenüber den Frauen mit 38.844 USD. Das Prokopfeinkommen betrug 31.549 USD. 4,8 % der Bevölkerung und 3,1 % der Familien lebten unterhalb der Armutsgrenze. Davon waren 4,7 % Kinder und Jugendliche unter 18 Jahren und 7,2 % waren 65 oder älter.

## Wirtschaft
Die größten Arbeitgeber in Grapevine waren 2019:
| Arbeitgeber                                       | Arbeitnehmer in Tausend |
| ------------------------------------------------- | ----------------------- |
| Dallas/Fort Worth International Airport           | 14,3                    |
| GameStop                                          | 2,9                     |
| Gaylord Texan Resort and Convention Center        | 2,0                     |
| Grapevine-Colleyville Independent School District | 1,9                     |
| City of Grapevine                                 | 0,7                     |
| Baylor Scott-White Medical Center                 | 0,7                     |
| Cotton Patch Café                                 | 0,7                     |
| Great Wolf Lodge Grapevine                        | 0,6                     |
| Kubota                                            | 0,6                     |
| Pavestone Co                                      | 0,4                     |

## Städtepartnerschaften
- Livingston in Schottland
- Krems an der Donau in Österreich, seit 1999
- Parras de la Fuente in Mexiko

## Persönlichkeiten

### Söhne und Töchter der Stadt
- Wingate H. Lucas (1908–1989), Politiker, Mitglied im US-Repräsentantenhaus
- Mary L. Good (1931–2019), Chemikerin
- Annie Ilonzeh (* 1983), Schauspielerin

### Persönlichkeiten mit Bezug zur Stadt
- Der Rapper Post Malone (* 1995) ist in Grapevine aufgewachsen.